# Martine Delomme
Martine Delomme, née en 1949 à Bordeaux, est une écrivaine française.

## Œuvres
- Un été d’ombre et de lumière, Sayat, France, Éditions De Borée, coll. « Romans et récits du terroir », 2009, 494 p.  (ISBN 978-2-84494-994-3)
- Le Retour aux Alizés, Paris, Éditions Belfond, 2011, 247 p.  (ISBN 978-2-7144-5075-3)
- Les Eaux noires, Paris, Éditions Belfond, 2012, 282 p.  (ISBN 978-2-7144-5214-6)
- Un automne en clair-obscur, Paris, Éditions Calmann-Lévy, 2014, 315 p.  (ISBN 978-2-7021-4468-8)
- La Mémoire des anges, Paris, Éditions Calmann-Lévy, 2015, 385 p.  (ISBN 978-2-7021-5399-4)
- Le Pacte du silence, Paris, Éditions Calmann-Lévy, 2016, 360 p.  (ISBN 978-2-7021-5642-1)
- Après les ténèbres, Paris, Éditions France Loisirs, 2017, 400 p.  (ISBN 978-2-298-11220-7)
- D'une vie à l'autre, Paris, Éditions France Loisirs, 2018, 360 p.  (ISBN 978-2-298-13892-4)
- Le choix des apparences, Paris, Éditions France Loisirs, 2019, 324 p.  (ISBN 978-2-298-14728-5)
- L'impossible pardon, Paris, Éditions France Loisirs, 2020, 304 p.  (ISBN 978-2-298-16034-5)
- La vengeance en héritage , Éditions France Loisirs, 2023 , 272p.